# Exozom (váček)

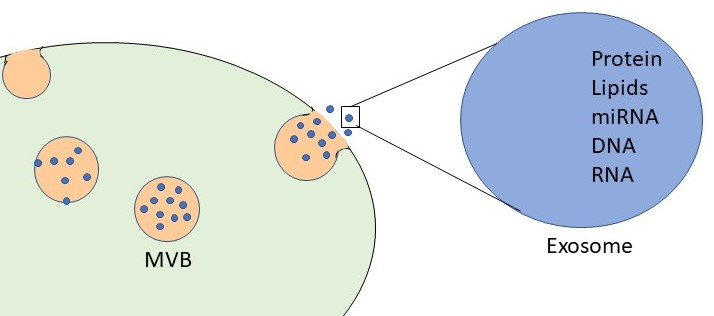
Tvorba MVB v buňce a vyplavování exozomu splýváním membrány MVB a plasmatické membrány buňky

Exozomy jsou malé membránové váčky endocytického původu, které jsou sekretovány do vnějšího prostředí různými buněčnými typy a to jak zdravými, tak infikovanými nebo nádorovými. Společně s mikrovesikuly patří do skupiny extracelulárních vezikulů (EV), ale kromě velikosti se od mikrovesikulů odlišují i způsobem vzniku. Izolovány mohou být z různých tělesných tekutin, jako je moč, plasma nebo mozkomíšní mok. Rovněž mohou být izolovány z kondiciovaného média in vitro kultivovaných buněk a to prokaryotického i eukaryotického typu . Exozomy jsou schopny odstraňovat nežádoucí proteiny z buňky, usnadňovat mezibuněčnou komunikaci a signalizaci, ale i přenos patogenů mezi buňkami (např. priony) . Signalizace může být zajištěna rozpuštěním membrány, čímž se obsah exozomů vylije do prostředí. Exozomy také mohou splývat s plasmatickou membránou buněk a vylít tak svůj obsah do buňky, nebo jsou buňkou přímo pohlceny endocytózou a dopraveny do lyzozomu .

## Popis
Exozomy jsou sférické membránové váčky o velikosti 30-150 nm patřící společně s mikrovesikuly (50-1000 nm) do skupiny extracelulárních vezikulů (EV). Jsou obalené dvouvrstevnou lipidovou membránou . Nejčastější povrchové proteiny jsou tetraspaniny, což jsou například CD9, CD63, CD61 a CD81 . Na povrchu se mohou nacházet i různé polysacharidy (nejčastěji manóza, kyselina α-2,6-sialová), lipidové rafty jsou bohaté na cholesterol, sfingolipidy a glycerolfosfolipidy . Na povrchu se nacházejí také annexiny a Rab proteiny sloužící pro transport a fúze membrán. Exozomy z antigen prezentujících buněk (jako jsou dendritické buňky) nesou i MHC glykoproteiny I i II, nebo CD40 ligandy .

## Obsah
Exozomy obsahují různou kombinaci proteinů, RNA (to hlavně mRNA a miRNA) , lipidů a metabolitů pocházejících z původní buňky. Vyskytují se v nich i proteiny cytoskeletu (aktin, tubulin, profilin) a enzymy z cytoplazmy (např. pyruvát kináza). Prostřednictvím svého obsahu mohou fungovat jako modulátor signálních drah příjmové buňky. Obsahem exozomů mohou být i HSP70 a HSP90 a ESCRT proteiny. Specifita nákladu je přitom závislá na původní buňce, ale jejich obsah nemusí přesně odrážet obsah původní buňky. Pomocí exozomů může docházet k horizontálnímu přenosu RNA. miRNA může v cílové buňce potlačovat expresi genů a mRNA může být po přenosu translatována. Obsah exozomů z buněk infikovaných nebo nádorově transformovaných může nést i infekční virovou RNA nebo proteiny .

## Patologie
Do exozomu se může zabalit patogenní protein, kterého se takto buňka zbavuje. V extracelulárním prostředí se může obsah vezikulů vylít a infikovat další buňku, nebo může být do další buňky exozomem přímo dopraven . Exozomy tak mezi buňkami mohou přenášet i patogeny, jako jsou priony při Creutzfeldt-Jacobově chorobě (CJD), amyloidový prekursorový protein (APP) u Alzheimerovy choroby  nebo α-synuklein u Parkinsonovy choroby . Infekční mohou být exozomy i z důvodu přítomnosti viru. Například CD4+ T buňky infikované HIV uvolňují v exozomech virový protein Nef, který indukuje apoptózu u dalších T lymfocytů .

## Význam
O exozomech, stejně jako ostatních EV, se původně uvažovalo jen jako o odpadních váčcích nežádoucích proteinů, ale později se ukázalo, že hrají roli v mezibuněčné komunikaci . Vedle toho se účastní i imunitní regulace, jako je prezentace antigenu, nebo potlačení imunitní odpovědi při autoimunitních onemocnění i nádorové transformaci. V závislosti na původu a okolnostech v organismu mohou být účinky exosomů aktivační i inhibiční. V monocytech jsou schopné regulovat genovou expresi cytokinový receptorů. Exozomy z denritických buněk, B lymfocytů a nádorových buněk ovlivňují imunitní paměť pomocí povrchové exprese MHC I i II a prezentací antigenu, čímž vyvolají aktivaci a zrání T lymfocytů. K signalizaci mohou vedle využití obsahu sloužit i stimulací buněčných receptorů ligandy na svém povrchu . Imunitní odpověď mohou ovlivňovat uvolněním cytokinů, jako je IL-1β či TNF nebo prozánětlivého miRNA do extracelulárnícho prostředí.

## Biogeneze
Exozomy jsou extracelulární váčky vznikající v endosomálním systému buňky v pozdním endosomu. Tvoří se vchlipováním membrány endozomů, čímž dovnitř uzavírají cytoplazmu buňky. Takto tvořené váčky se označují jako intraluminární váčky (ILV) a pozdní endosom jimi vyplněný se označuje jako multivezikulární tělísko (MVB, multivesicular body). MVB pak může fúzovat s lyzozomem, kde dochází k degradaci jeho obsahu, nebo může fúzovat s plasmatickou membránou buňky, kdy se do vnějšího prostředí exocytózou vyplavují exozomy. Mechanismy, díky kterým dohází k rozdělení těchto drah nejsou dosud dostatečně známé.
Exozomy pak mohou vyplavit svůj obsah do okolí nebo signalizovat pro buňky v okolí i na dlouhé vzdálenosti. V případě migrace na delší vzdálenosti exozomy putují z tkání do tělních tekutin, kde dochází i k jejich hromadění. V tělních tekutinách jsou tak neustále exozomy přítomny, přičemž změny jejich počtu a obsahu mohou být spojeny s různými patologiemi a mají tak potenciál v diagnostice.

### Mechanismy působení
Exozomy se přichycují k membráně buněk a převracením a valením po buňce hledají specifické receptory na povrchu cílové buňky. Tyto specifické receptory ještě nejsou dostatečně objeveny, ale při jejich rozpoznání se exozomy zastaví. Následuje fúze membrán exozomu a cílové buňky a obsah exozomu se vylije do cytoplasmy cílové buňky. Následné změny v cílové buňce mohou být různé v závislosti na původu a obsahu exozomu. Pokud původní a cílová buňka exprimují stejné geny, změny mohou být okrajové. Odlišná exprese může vést ke změně fenotypu a chování buňky.

## Izolace
Exozomy lze izolovat z tělních tekutin, jako je moč, sérum, mozkomíšní mok , pot, lymfa, sliny, slzy atp.. Izolovat z těchto tekutin se dají postupným odstraněním větších částic (buňky, agregáty proteinů) a následnou ultracentrifugací při 100 000g, kdy exozomy sedimentují na dně zkumavky .

## Možné využití a oblasti výzkumu
O exozomech se uvažuje jako o biomarkerech s potenciálem v diagnostice. V exozomech mohou být částice typické pro patologické stavy, jako proteiny nebo nukleové kyseliny z nádorových, nebo nakažených buněk a mohou tak být slibnými ukazateli onemocnění . Také se testuje cílené dopravování látek do buněk pomocí váčků, jelikož látky v nich mohou být chráněny před okolním prostředím a na rozdíl od virových vektorů by nemusely být exozomy odstraňovány imunitním systémem .